# Новохопёрский уезд
Новохопёрский уезд — административно-территориальная единица в составе Воронежской губернии, существовавшая в 1779—1928 годах. Уездный город — Новохопёрск.

## Географическое положение
Уезд располагался на востоке Воронежской губернии, граничил на севере с Тамбовской, на востоке с Саратовской губерниями, на юге с Областью Войска Донского. Площадь уезда составляла в 1897 году 5 418,7 верст² (6 167 км²), в 1926 году — 6 117 км².

## История

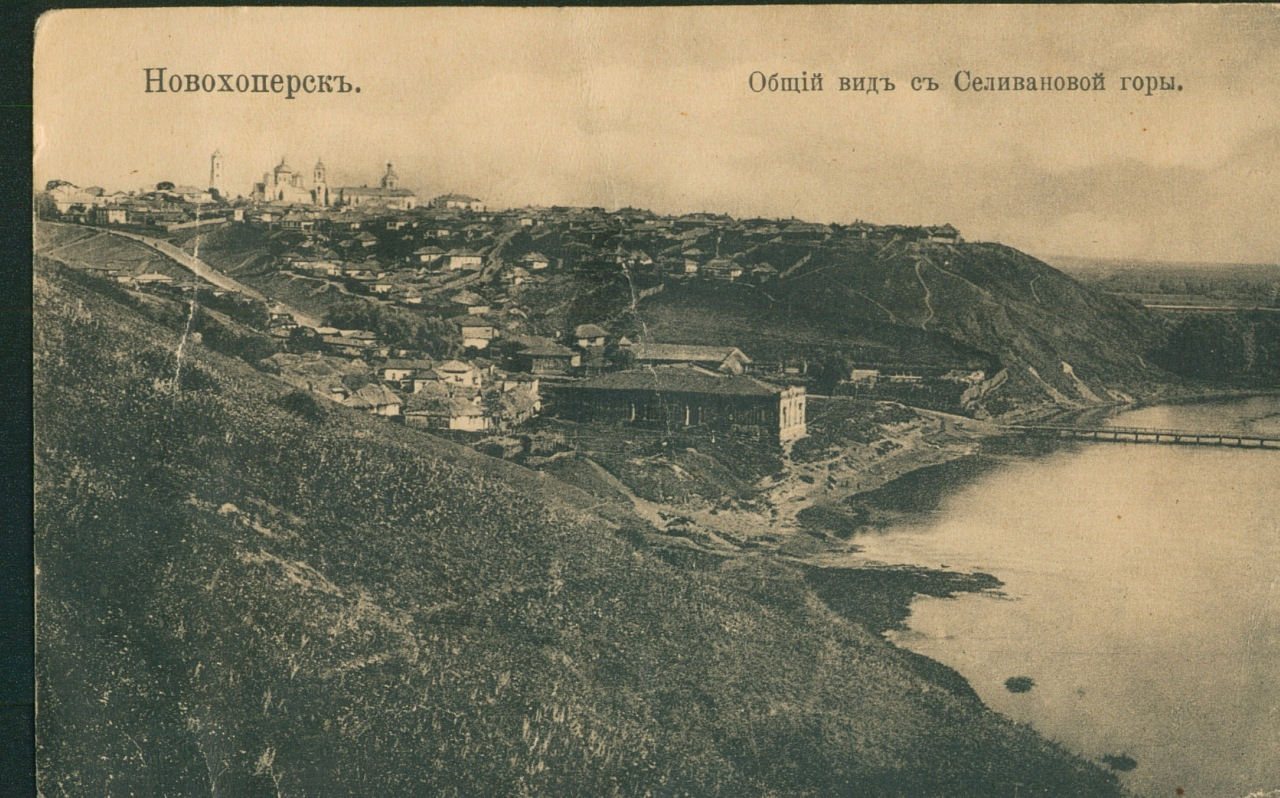
Новохопёрск. Конец XIX - начало XX века

С 1779 года уезд входил в состав Тамбовского наместничества. В 1782 году был передан в Саратовское наместничество, а в 1796 году в Пензенскую (с 1797 года — Саратовскую) губернию.
В 1802 году Новохопёрский уезд был передан из Саратовской губернии в Воронежскую губернию.
30 июля 1928 года Воронежская губерния и все уезды были упразднены. На территории Новохопёрского уезда был образован Новохопёрский район Борисоглебского округа Центрально-Чернозёмной области. Одновременно город Новохопёрск был передан в Новохопёрский район Борисоглебского района Центрально-Чернозёмной области.

## Население
По данным переписи 1897 года в уезде проживало 192 436 чел. В Новохопёрске проживало 5945 чел.
По итогам всесоюзной переписи населения 1926 года население уезда составило 264 620 человек, из них городское (г. Новохопёрск) — 7437 человек.

### Языковой состав
Родной язык населения Новохопёрского уезда по данным переписи 1897 года:
| Язык                       | Численность, чел. | Доля     |
| -------------------------- | ----------------- | -------- |
| Русский («великорусский»)  | 162 759           | 84,58 %  |
| Украинский («малорусский») | 29 234            | 15,19 %  |
| Другие                     | 443               | 0,23 %   |
| Итого                      | 192 436           | 100,00 % |

## Административное деление
В 1890 году в состав уезда входило 16 волостей:
| № п/п | Волость            | Волостное правление | Число селений | Население |
| ----- | ------------------ | ------------------- | ------------- | --------- |
| 1     | Алферовская        | сл. Алферовка       | 3             | 4303      |
| 2     | Бурляевская        | сл. Бурляевка       | 1             | 2199      |
| 3     | Верхне-Карачанская | с. Верхний Карачан  | 9             | 17694     |
| 4     | Еланская           | с. Елань-Колено     | 1             | 6749      |
| 5     | Краснянская        | сл. Красненькая     | 6             | 13283     |
| 6     | Макаровская        | с. Макарово         | 10            | 13818     |
| 7     | Нижне-Корочанская  | с. Нижний Карачан   | 4             | 8745      |
| 8     | Новогольская       | с. Новогольское     | 9             | 9220      |
| 9     | Песковская         | с. Пески            | 10            | 18018     |
| 10    | Пыховская          | сл. Пыховка         | 3             | 7598      |
| 11    | Рождественская     | с. Рождественское   | 9             | 16382     |
| 12    | Синявская          | с. Синявка          | 7             | 6328      |
| 13    | Танцырейская       | с. Танцырей         | 8             | 14353     |
| 14    | Троицкая           | с. Троицкое         | 9             | 11557     |
| 15    | Тюковская          | с. Тюковка          | 7             | 16838     |
| 16    | Ярковская          | с. Ярки             | 20            | 9892      |

В 1913 году в уезде было 18 волостей образованы Калмыкская (с. Калмыкское), Макашевская (с. Макашево) волости.
В 1920-е годы произошло неоднократное изменение границ уезда и укрупнение волостей.
На момент введения окружного деления в 1928 году их осталось 9:
- Абрамовская,
- Архангельская,
- Велико-Архангельская,
- Верхне-Карачанская,
- Воробьёвская,
- Елань-Коленовская,
- Макаровская,
- Новохопёрская,
- Пыховская.

## Населённые пункты
По переписи 1897 года наиболее крупные населённые пункты уезда:
| - с. Пески - 11074 чел.; - с. Троицкое - 10114 чел.; - с. Макарово - 8807 чел.; - с. Рождественское - 8431 чел.; - с. Еланское Колено - 7592 чел.; - сл. Красное - 7059 чел.; - с. Верховый Калмык - 6646 чел.; - с. Танцырей - 6595 чел.; - с. Нижний Карачан - 6044 чел.; | - город Новохопёрск – 5945 чел.; - сл. Пыховка - 5585 чел.; - с. Мазурка - 5580 чел.; - с. Верхний Карачан - 5565 чел.; - с. Третьяки - 4951 чел.; - с. Макашевка - 4647 чел.; - с. Средний Карачан - 3906 чел.; - с. Горелка - 3772 чел.; - с. Губари - 3678 чел.; | - с. Алфёровка - 3671 чел.; - с. Новогольское - 3665 чел.; - с. Синявка - 2797 чел.; - с. Тюковка - 2697 чел.; - с. Рамонье - 2525 чел.; - с. Подгорное - 2239 чел.; - с. Васильевка - 2173 чел.; - сл. Подосиновка - 2045 чел.; |